# Șichirlichitai
Șichirlichitai (în bulgară Суворово, Шикирли Китай, în rusă Суворово, în ucraineană Суворове, transliterat Suvorove) este un oraș în raionul Ismail din regiunea Odesa (Ucraina). Are 4,835 locuitori, preponderent bulgari.
Satul este situat la o altitudine de 24 metri, în partea centrală a raionului Ismail, pe malul nord-estic al Lacului Catalpug. El se află la o distanță de 36 km nord-est de centrul raional Ismail. Prin această localitate trece drumul național Ismail-Odesa. 
Până în anul 1941 satul a purtat denumirea oficială de Șichirlichitai (în ucraineană Шикирликитай, uneori și Шикирли-Китай), în acel an el fiind redenumit Suvorove, după numele generalului rus A.V. Suvorov. Între anii 1941-1944, autoritățile române l-au redenumit Regele Mihai I.

## Istoric
Localitatea Șichirlichitai se află pe teritoriul regiunii istorice Bugeac (Basarabia de sud) a Principatului Moldovei. În secolele XVI-XVIII, pe teritoriul actualului sat a existat o tabără a tătarilor nogai, cu numele de Șikerlîk (în traducere "plaja de zahăr"). 
Prin Tratatul de pace de la București, semnat pe 16/28 mai 1812, între Imperiul Rus și Imperiul Otoman, la încheierea războiului ruso-turc din 1806 – 1812, Rusia a ocupat teritoriul de est al Moldovei dintre Prut și Nistru, pe care l-a alăturat Ținutului Hotin și Basarabiei/Bugeacului luate de la turci, denumind ansamblul Basarabia (în 1813) și transformându-l într-o gubernie împărțită în zece ținuturi (Hotin, Soroca, Bălți, Orhei, Lăpușna, Tighina, Cahul, Bolgrad, Chilia și Cetatea Albă, capitala guberniei fiind stabilită la Chișinău). 
Pentru a-și consolida stăpânirea asupra Basarabiei, autoritățile țariste au sprijinit începând din anul 1812 stabilirea în sudul Basarabiei a familiilor de imigranți bulgari din sudul Dunării, aceștia primind terenuri de la ocupanții ruși ai Basarabiei. Satul Șichirlichitai a fost fondat în anul 1819 de către coloniștii bulgari pe locul taberei tătărești.  
La începutul secolului al XIX-lea, conform recensământului efectuat de către autoritățile țariste în anul 1817, satul Cichirlighitai făcea parte din Ocolul Chiliei a Ținutului Ismail . 
În urma Tratatului de la Paris din 1856, care încheia Războiul Crimeii (1853-1856), Rusia a retrocedat Moldovei o fâșie de pământ din sud-vestul Basarabiei (cunoscută sub denumirea de Cahul, Bolgrad și Ismail). În urma acestei pierderi teritoriale, Rusia nu a mai avut acces la gurile Dunării. În urma Unirii Moldovei cu Țara Românească din 1859, acest teritoriu a intrat în componența noului stat România (numit până în 1866 "Principatele Unite ale Valahiei și Moldovei"). În urma Tratatului de pace de la Berlin din 1878, România a fost constrânsă să cedeze Rusiei sudul Basarabiei. 
La 10 ianuarie 1918, activiștii bolșevici au preluat conducerea în sat. A fost înființat un Soviet Țărănesc de Deputați care a distribuit 600 ha de teren al statului către țăranii săraci și cu puțin pământ. Intervenția armatei române a dus la înăbușirea rebeliunii bolșevice.
După Unirea Basarabiei cu România la 27 martie 1918, satul Șichirlichitai a făcut parte din componența României, în Plasa Fântâna Zânelor a județului Ismail. Pe atunci, majoritatea populației era formată din bulgari, existând și comunități mici de români, ruși și țigani. La recensământul din 1930, s-a constatat că din cei 4.267 locuitori din sat, 4.095 erau bulgari (95.97%), 78 români (1.83%), 27 ruși (0.63%), 26 polonezi, 6 găgăuzi, 5 greci, 3 evrei și 1 sârb.  La 1 ianuarie 1940, din cei 4.803 locuitori ai satului, 4.732 erau bulgari (98.52%), 17 români (0.35%), 5 ruși, 4 greci, 2 evrei, 1 sârb, 1 ceh și 42 de altă etnie.  În sat a funcționat un spital de stat.
În perioada interbelică, satul s-a aflat în aria de interes a activiștilor bolșevici din URSS, aici existând un comitet revoluționar clandestin. Mai mulți săteni au participat la Răscoala de la Tatarbunar din 1924, organizată de bolșevicii din URSS. După înăbușirea răscoalei au fost arestați 11 localnici. 
Ca urmare a Pactului Ribbentrop-Molotov (1939), Basarabia, Bucovina de Nord și Ținutul Herța au fost anexate de către URSS la 28 iunie 1940. După ce Basarabia a fost ocupată de sovietici, Stalin a dezmembrat-o în trei părți. Astfel, la 2 august 1940, a fost înființată RSS Moldovenească, iar părțile de sud (județele românești Cetatea Albă și Ismail) și de nord (județul Hotin) ale Basarabiei, precum și nordul Bucovinei și Ținutul Herța au fost alipite RSS Ucrainene. La 7 august 1940, a fost creată regiunea Ismail, formată din teritoriile aflate în sudul Basarabiei și care au fost alipite RSS Ucrainene . În decembrie 1940 a fost înființat colhozul. 
În perioada 1941-1944, toate teritoriile anexate anterior de URSS au reintrat în componența României. Satul Șichirlichitai a primit denumirea de satul Regele Mihai I. Apoi, cele trei teritorii au fost reocupate de către URSS în anul 1944 și integrate în componența RSS Ucrainene, conform organizării teritoriale făcute de Stalin după anexarea din 1940, când Basarabia a fost ruptă în trei părți. În cel de-al doilea război mondial au luptat 52 de săteni, murind pe front doi ostași localnici. 
Între anii 1940-1959, satul Șichirlichitai a fost centru administrativ al raionului Suvorove (Șichirlichitai). În anul 1941, autoritățile sovietice au schimbat denumirea oficială a satului din cea de Șichirlichitai în cea de Suvorove, după numele generalului rus A.V. Suvorov. În anul 1954, Regiunea Ismail a fost desființată, iar localitățile componente au fost incluse în Regiunea Odesa. În ianuarie 1959, odată cu desființarea Raionului Șichirlichitai, fostul centru raional a fost inclus în raionul Ismail. În 1961, Șichirlichitai a primit statutul de așezare urbană (orășel).
Începând din anul 1991, orașul Șichirlichitai face parte din raionul Ismail al regiunii Odesa din cadrul Ucrainei independente. În prezent, satul are 4.835 locuitori, preponderent bulgari. În localitate mai sunt și etnici ruși, moldoveni și ucraineni.

## Economie
Locuitorii orășelului Șichirlichitai se ocupă în principal cu agricultura. Se cultivă cereale și viță de vie și se cresc bovine. De asemenea, există o stație de preparare de betoane și asfalturi, un combinat vinicol, o fabrică de cărămizi, o moară de furaje, o fermă de produse lactate, o fabrică de conserve etc. 

## Demografie
Componența lingvistică a așezării de tip urban Suvorove
     Bulgară (71,04%)
     Rusă (15,45%)
     Ucraineană (7,92%)
     Română (3,58%)
     Alte limbi (1,28%)
Conform recensământului din 2001, majoritatea populației așezării de tip urban Suvorove era vorbitoare de bulgară (71,04%), existând în minoritate și vorbitori de rusă (15,45%), ucraineană (7,92%) și română (3,58%).
1930: 4.267 (recensământ)
1940: 4.803 (estimare)
1970: 6.400 (recensământ)
2001: 4.835 (recensământ)

## Obiective turistice
- Monumentul lui V.I. Lenin
- Monumentul generalului rus A.V. Suvorov
- Monumentul comsomoliștilor din sat uciși de fasciști în timpul Marelui Război pentru Apărarea Patriei
- Monumentul care comemorează 50 de ani de la Marea Revoluție din Octombrie - în Piața Cosmonauților